# Johann Georg Franz Braun

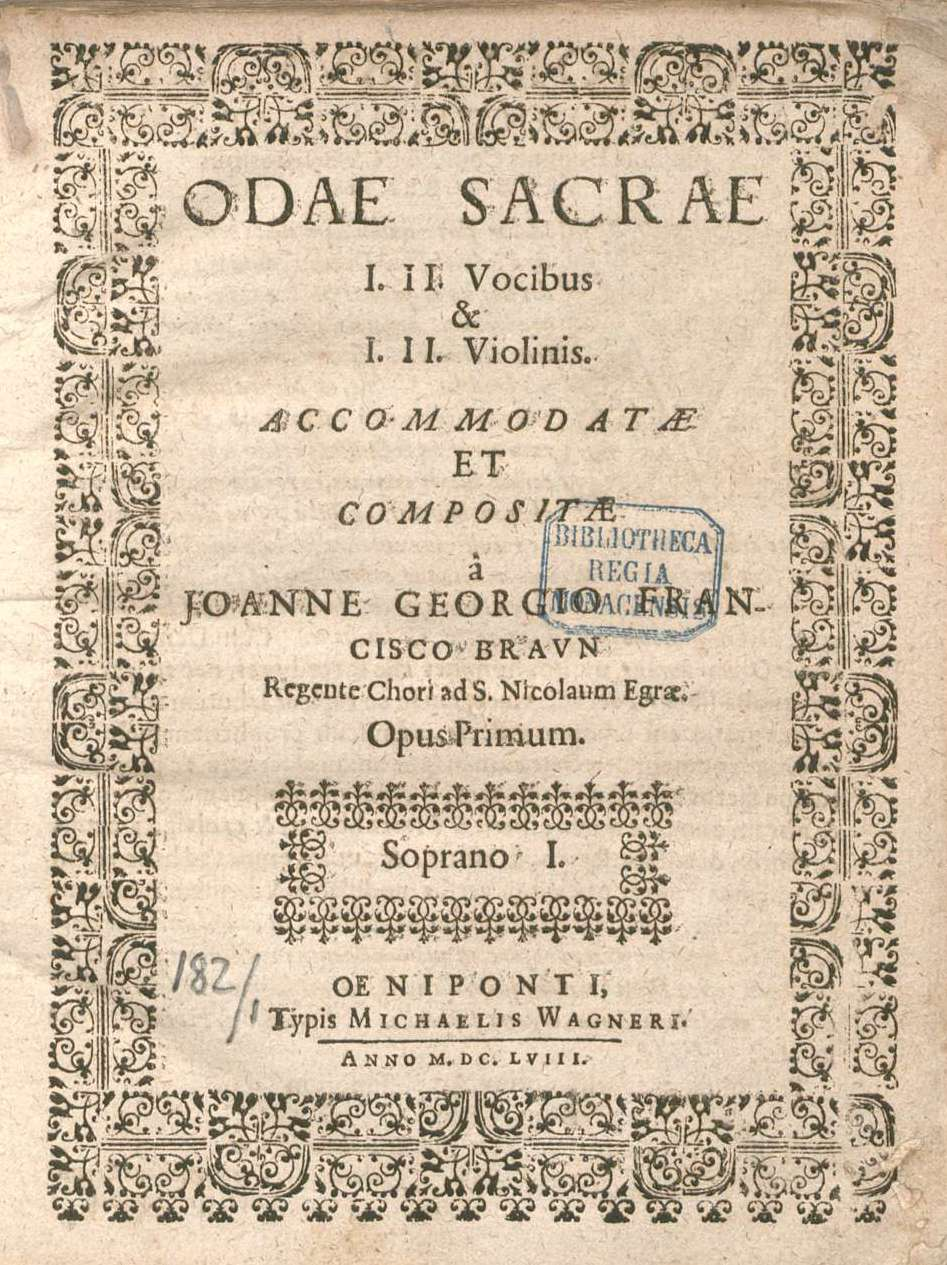
Johann Georg Franz Braun, Odae sacrae (1658), Titelseite

Johann Georg Franz Braun (* vor 1630 in Ubthal; † 1678 in Eger) war ein deutschböhmischer katholischer Kantor, Komponist und Gesangbuchherausgeber.

## Leben und Veröffentlichungen
Johann Georg Franz Braun gab 1658 das lateinische geistliche Chorbuch Odae sacrae mit eigenen Kompositionen und Bearbeitungen heraus. Auf dem Titelblatt wird er „Chordirigent an St. Nikolaus in Eger“ genannt. 1664 folgte Marianischer Psalter/ das ist: Siben grosse vnd kleine Tagzeiten/ der rein- vnd vnbefleckten/ auch schmertzhafften Jungfrawen Mariae, neben andern schönen Gebettlein, ein Andachtsbuch für die von Jesuiten betreute örtliche marianische Bruderschaft, der Braun selbst angehörte. Da diese Lied- und Gebetssammlung schnell vergriffen war, gab er sie, stark vermehrt, 1675 als Echo Hymnodiae Coelestis, Nachklang der himmlischen Sing-Chör/ das ist/ Alte- und neue catholische KirchenGesänge/ auf die fürnehmste Zeiten deß gantzen Jahrs/ wie auch Fest-Täge der gebenedeyten Mutter Jesu/ und etlich anderer Heiligen Gottes erneut heraus.
Seine Veröffentlichungen widmete Braun dem Rat der Reichsstadt Eger. Einer der Ratsherren war sein Schwiegervater. Dass er zur wohlhabenden Oberschicht der Stadt gehörte, zeigt auch das repräsentative Haus am Marktplatz, das er von 1659 bis zu seinem Tod bewohnte. Seine wirtschaftliche Lebensgrundlage war vermutlich nicht die Kirchenmusik, vielleicht ein Handelsunternehmen. Seine Liederbücher wurden schon 1701 durch die in Eger erschienene Hymnodia catholica ersetzt.

## Kirchenlieder

### Ave Maria zart
Das bekannteste Kirchenlied Brauns ist Ave Maria zart (Gotteslob 527) aus Echo Hymnodiae Coelestis. Es steht dort bei den Adventsliedern mit der Erläuterung: „Dieses neu Liedlein kann nicht allein zu h. Advents- sondern zu aller Zeit / nach belieben / gesungen werden“. Braun komponierte die expressive Melodie zu einem von ihm selbst verfassten Gebetstext an die unbefleckt empfangene Gottesmutter, dessen Originalfassung allerdings Reim- und Versmaßfehler aufweist und von der heute gesungenen stark abweicht. „Die Makellosigkeit der Melodie trägt einen nicht ganz so makellosen Text in unvermutete Höhen“ (Kurzke/Schäfer).
1. Ave Maria zart/

du edler Rosengart/

Lilien weiß ganz ohne Dornen:/:

Ich grüße dich zur Stund/

mit Gabrielis Mund/

Ave die du bist voller Gnaden.

2. Du hast des Höchsten Sohn/

Maria rein und schön/

in deinem Leib verschlossen gtragen:/:

Jesum das liebe Kind/

so da die Sünder blind/

errettet hat aus allem Schaden.

3. Durch Evae Apfel-Biß/

Gott uns verstoßen ließ/

und sollten sein ewig verloren:/:

Da ist Göttliches Wort/

JEsus dein Söhnlein zart/

zu unserm Heil ein Mensch geboren.

4. Durch sein kostbares Blut/

ist des Satanas Mut/

gestürzt / der Höllen Pfort zerbrochen:/:

durch sein fünf Wunden rot/

und sein schmerzlichen Tod/

des Tods und Teufels Trutz gerochen.

5. Darum / O Mutter mild/

befehl uns deinem Kind/

bitt daß er unser Sünd verzeihe:/:

Endlich nach diesem Leid/

die ewig Himmels-Freud/

durch dich Maria uns verleihe / Amen.
Ave Maria zart findet sich noch im Egerischen Gesangbuch von 1701, dann jedoch erst wieder in Liedsammlungen aus Restauration und Romantik des 19. Jahrhunderts.

### Weitere Lieder
Weitere bis heute gesungene Melodien Brauns sind Heilig bist du, großer Gott (GL 198), auch unter dem Titel Heilig ist Gott Zebaot (GL Bistum Würzburg 731; GL Österreich 770), Gott in der Höh sei Ehr geweiht (GL Österreich 716) und Am Ölberg in nächtlicher Stille (GL Kirchenprovinz Hamburg 766).